# Coupe des Pays-Bas de football 1956-1957
Navigation
Édition précédente Édition suivante
La Coupe des Pays-Bas de football 1956-1957, nommée la KNVB beker, est la 40e édition de la Coupe des Pays-Bas. Ce tournoi était le premier après qu'aucun tournoi n'avait été joué depuis six ans en raison d'un intérêt décevant. Jusqu'au troisième tour inclus, si le score était à égalité après 90 minutes, le club visiteur était qualifié pour le tour suivant. À partir du quatrième tour, en cas d'égalité, un deuxième match se jouait chez l'équipe visiteuse.

## Finale
La finale se joue le 16 juin 1957 au stade Feijenoord à Rotterdam. Le Fortuna'54 bat le Feyenoord Rotterdam 4 à 2 et remporte son premier titre.